# Campeonato Europeu de Atletismo em Pista Coberta de 2021 - Salto triplo feminino
A prova do salto triplo feminino do Campeonato Europeu de Atletismo em Pista Coberta de 2021 foi disputada entre os dias 6 e 7 de março de 2021 na Arena Toruń, em Toruń, na Polónia.

## Recordes
Antes desta competição, os recordes mundiais e do campeonato nesta prova eram os seguintes:
|                       | Nome             | Nacionalidade | Distância | Local     | Data                    |
| --------------------- | ---------------- | ------------- | --------- | --------- | ----------------------- |
| Recorde mundial       | Yulimar Rojas    | Venezuela     | 15m 43cm  | Madrid    | 21 de fevereiro de 2020 |
| Recorde do campeonato | Ashia Hansen     | Reino Unido   | 15m 16cm  | Valência  | 28 de fevereiro de 1998 |
| Recorde europeu       | Tatyana Lebedeva | Rússia        | 15m 36cm  | Budapeste | 6 de março de 2004      |

## Medalhistas
| Ouro                  | Prata               | Bronze               |
| Patrícia Mamona (POR) | Ana Peleteiro (ESP) | Neele Eckhardt (GER) |

## Cronograma
Todos os horários são locais (UTC+1).
| Data       | Hora  | Evento       |
| ---------- | ----- | ------------ |
| 6 de março | 12:05 | Qualificação |
| 7 de março | 17:20 | Final        |

## Resultados

### Qualificação
Qualificação: 14,10 m (Q) ou os 8 melhores qualificados (q).
| Posição | Atleta                 | Nacionalidade | #1    | #2    | #3    | Resultados | Notas           |
| ------- | ---------------------- | ------------- | ----- | ----- | ----- | ---------- | --------------- |
| 1       | Patrícia Mamona        | Portugal      | 14.43 |       |       | 14.43      | Q,              |
| 2       | Paraskevi Papachristou | Grécia        | 14.39 |       |       | 14.39      | Q               |
| 3       | Senni Salminen         | Finlândia     | 13.92 | 14.22 |       | 14.22      | Q,              |
| 4       | Neele Eckhardt         | Alemanha      | 14.12 |       |       | 14.12      | Q,              |
| 5       | Ana Peleteiro          | Espanha       | 13.82 | 14.10 |       | 14.10      | Q               |
| 6       | Neja Filipič           | Eslovênia     | 13.85 | 14.09 | –     | 14.09      | q,              |
| 7       | Kristiina Mäkelä       | Finlândia     | 14.09 | x     | –     | 14.09      | q               |
| 8       | Viyaleta Skvartsova    | Bielorrússia  | 13.67 | 13.99 | 13.97 | 13.99      | q               |
| 9       | Ottavia Cestonaro      | Itália        | x     | 13.90 | x     | 13.90      | Recorde pessoal |
| 10      | Hanna Minenko          | Israel        | 13.37 | 13.73 | 13.69 | 13.73      |                 |
| 11      | Spiridoula Karidi      | Grécia        | 13.69 | x     | 11.81 | 13.69      |                 |
| 12      | Florentina Iusco       | Roménia       | 13.65 | x     | 13.20 | 13.65      |                 |
| 13      | Tuğba Danışmaz         | Turquia       | 13.44 | 13.56 | 13.35 | 13.56      |                 |
| 14      | Diana Zagainova        | Lituânia      | 13.45 | 13.55 | 13.06 | 13.55      |                 |
| 15      | Jessie Maduka          | Alemanha      | x     | x     | 13.50 | 13.50      |                 |
| 16      | Iryna Vaskouskaya      | Bielorrússia  | 13.03 | 13.21 | 13.30 | 13.30      |                 |

### Final
A final aconteceu às 17:20 no dia 7 de março de 2021.
| Posição           | Atleta                | Nacionalidade | #1    | #2    | #3    | #4    | #5    | #6    | Resultados | Notas                |
| ----------------- | --------------------- | ------------- | ----- | ----- | ----- | ----- | ----- | ----- | ---------- | -------------------- |
| Medalha de ouro   | Patrícia Mamona       | Portugal      | 14.35 | 14.38 | 14.53 | x     | 14.29 | x     | 14.53      | Recorde nacional     |
| Medalha de prata  | Ana Peleteiro         | Espanha       | 13.98 | x     | x     | 14.34 | 14.19 | 14.52 | 14.52      | Recorde da temporada |
| Medalha de bronze | Neele Eckhardt        | Alemanha      | 14.08 | 14.18 | 14.52 | x     | x     | x     | 14.52      | Recorde pessoal      |
| 4                 | Viyaleta Skvartsova   | Bielorrússia  | x     | x     | 13.55 | 14.35 | 13.97 | 13.89 | 14.35      |                      |
| 5                 | Paraskevi Papahristou | Grécia        | 14.27 | 14.31 | 14.20 | 13.91 | x     | x     | 14.31      |                      |
| 6                 | Kristiina Mäkelä      | Finlândia     | 14.23 | x     | 13.94 | 13.84 | x     | 14.11 | 14.23      | Recorde da temporada |
| 7                 | Senni Salminen        | Finlândia     | 14.06 | 14.14 | x     | x     | 14.12 | x     | 14.14      |                      |
| 8                 | Neja Filipič          | Eslovênia     | 13.78 | 14.02 | 13.74 | 13.74 | 13.86 | x     | 14.02      |                      |

Legenda
| Recorde mundial       | Recorde mundial (World record)               |                       | Recorde africano                      | Recorde africano (African) |                                           | Q | Classificado por posição (Qualified) |
| Recorde do campeonato | Recorde do campeonato (Championship record)  | Recorde da América    | Recorde da América (Americas)         | q                          | Classificado por melhor tempo (Qualified) |   |                                      |
| Melhor marca do ano   | Melhor marca do ano (World leading)          | Recorde asiático      | Recorde asiático (Asian)              | DNS                        | Não largou (Did not start)                |   |                                      |
| Recorde nacional      | Recorde nacional (National record)           | Recorde europeu       | Recorde europeu (European)            | DNF                        | Não terminou (Did not finish)             |   |                                      |
| Recorde pessoal       | Recorde pessoal do atleta (Personal best)    | Recorde da Oceania    | Recorde da Oceania (Oceania)          | DSQ / DQ                   | Desclassificado (Disqualified)            |   |                                      |
| Recorde da temporada  | Recorde da temporada do atleta (Season best) | Recorde sul-americano | Recorde sul-americano (South America) | NM                         | Sem marca (No mark)                       |   |                                      |